# Ли (Верхние Пиренеи)
Ли (фр. Lies, окс. Lias) — коммуна во Франции, находится в регионе Юг — Пиренеи. Департамент — Верхние Пиренеи. Входит в состав кантона Баньер-де-Бигор. Округ коммуны — Баньер-де-Бигор.
Код INSEE коммуны — 65275.

## География
Коммуна расположена приблизительно в 670 км к югу от Парижа, в 120 км юго-западнее Тулузы, в 22 км к юго-востоку от Тарба.
По территории коммуны протекает река Ли (фр. Lies).

## Климат
Климат умеренно-океанический с солнечной тёплой погодой и обильными осадками на протяжении практически всего года.

## Население
Население коммуны на 2010 год составляло 72 человека.
| 1962 | 1968 | 1975 | 1982 | 1990 | 1999 | 2010 |
| ---- | ---- | ---- | ---- | ---- | ---- | ---- |
| 78   | 72   | 63   | 71   | 65   | 63   | 72   |

## Администрация
| Период | Период | Фамилия        | Партия | Примечания |
| ------ | ------ | -------------- | ------ | ---------- |
| 2001   | 2014   | Бернар Пуэдаба |        |            |
| 2014   | 2020   | Флоранс Пуаза  |        |            |

## Экономика
В 2010 году среди 50 человек трудоспособного возраста (15-64 лет) 36 были экономически активными, 14 — неактивными (показатель активности — 72,0 %, в 1999 году было 74,4 %). Из 36 активных жителей работали 36 человек (18 мужчин и 18 женщин), безработных не было. Среди 14 неактивных 4 человека были учениками или студентами, 10 — пенсионерами, 0 были неактивными по другим причинам.